# Hetzdorf
Hetzdorf è una frazione del comune tedesco di Uckerland, nel Brandeburgo.

## Geografia antropica
La frazione di Hetzdorf comprende le località di Gneisenau, Lemmersdorf e Schiepkow.

## Amministrazione
La frazione di Hetzdorf è governata da un consiglio locale (Ortsbeirat) composto di 3 membri.